# Slavenka Drakulić
Slavenka Drakulić (Fiume, 4 luglio 1949) è una scrittrice e giornalista croata, nota per i suoi lavori sul femminismo, il comunismo e il post-comunismo, tradotti in varie lingue.

## Biografia
Drakulić è nata a Fiume, in Croazia (a quel tempo parte della Jugoslavia socialista), il 4 luglio 1949. Si è laureata in letteratura comparata e sociologia presso l'Università di Zagabria nel 1976. Dal 1982 al 1992 è stata collaboratrice per il quotidiano bisettimanale Start e il settimanale d'informazione Danas (entrambi a Zagabria), che si occupano principalmente di questioni femministe. Oltre ai suoi romanzi e raccolte di saggi, il lavoro di Drakulić è apparso su The New Republic, The New York Times Magazine, The New York Review of Books, Süddeutsche Zeitung, Internazionale, La Nazione, La Stampa, Dagens Nyheter, Frankfurter Allgemeine Zeitung, Eurozine, Politiken e The Guardian. È redattrice collaboratrice di The Nation.
Drakulić lasciò temporaneamente la Croazia per la Svezia all'inizio degli anni '90 per motivi politici durante le guerre jugoslave.  Un feroce articolo su Globus del 1992 non firmato (successivamente Slaven Letica ha ammesso di esserne l'autrice) ha accusato cinque scrittrici croate, tra cui Drakulić, di essere "streghe" e di "stuprare" la Croazia. Secondo Letica, questi scrittori non sono riusciti a prendere una posizione definitiva contro lo stupro come presunta tattica militare pianificata dalle forze serbo-bosniache contro i croati, e piuttosto lo hanno trattato come crimini di "maschi non identificati" contro le donne. Subito dopo la pubblicazione, Drakulić iniziò a ricevere minacce telefoniche; anche la sua proprietà è stata vandalizzata. Trovando poco o nessun sostegno dai suoi ex amici e colleghi, ha deciso di lasciare la Croazia.

### I suoi saggi
Le sue opere note si riferiscono alle guerre jugoslave. As If I Am Not There parla dei crimini contro le donne nella guerra in Bosnia, mentre They Would Never Hurt a Fly è un libro in cui analizza anche la sua esperienza nella supervisione dei procedimenti e dei detenuti del Tribunale penale internazionale dell'Aia per le responsabilità jugoslave. Entrambi i libri toccano le stesse questioni che hanno causato la sua emigrazione in tempo di guerra dal paese d'origine. Nei circoli accademici, è comunque meglio conosciuta per le sue due raccolte di saggi: How We Survived Communism and Even Laughed e Cafe Europa. Questi sono entrambi resoconti di saggistica della vita di Drakulić durante e dopo il comunismo.
Il suo romanzo del 2008, Frida's Bed, è basato su una biografia della pittrice messicana Frida Kahlo. Il suo libro di saggi del 2011, A Guided Tour Through the Museum of Communism: Fables from a Mouse, a Parrot, a Bear, a Cat, a Mole, a Pig, a Dog, & a Raven, è stato pubblicato da Penguin negli Stati Uniti, ed è stato ampiamente recensito con grande successo. Il libro si compone di otto riflessioni raccontate dal punto di vista di un animale diverso. Ogni bestia riflette sul ricordo del comunismo in diversi paesi dell'Europa orientale. Nel penultimo capitolo, un cane rumeno spiega che sotto il capitalismo tutti sono disuguali "ma alcuni sono più disuguali di altri", un'inversione di una famosa citazione di George Orwell da Animal Farm.
Nel 2021 Drakulić ha pubblicato una nuova raccolta di saggi, Café Europa Revisited: How to Survive Post-Communism, che rifletteva sulle continue divisioni tra Europa orientale e occidentale anche trent'anni dopo la caduta del muro di Berlino. Il titolo di questo libro si riferisce alle due raccolte di saggi che ha pubblicato negli anni '90, How We Survived Communism and Even Laughed (1992) e Café Europa: Life After Communism (1997), e tenta di fare il punto sugli ultimi tre decenni di cambiamenti. Drakulić scrive delle amare delusioni provate da molti europei dell'Est che si aspettavano che le rivoluzioni del 1989 avrebbero inaugurato una nuova era di democrazia e prosperità. Invece, i saggi di questa raccolta rivelano che gli europei dell'est si sentono ancora cittadini di seconda classe.
Nel suo capitolo che discute quello che lei chiama "l'apartheid alimentare europeo", Drakulić descrive come gli investigatori hanno scoperto che le società occidentali vendevano prodotti di qualità inferiore in Oriente con gli stessi marchi e confezioni che usano in Occidente: bastoncini di pesce con meno pesce e biscotti fatto con olio di palma più economico al posto del burro.  Drakulić riflette anche sulla persistenza della nostalgia post-comunista nella regione, mentre le persone cercano di affrontare sia le eredità positive che quelle negative del loro passato collettivo. Scrive: “In tutti i paesi ex comunisti dell'Europa orientale, è difficile menzionare i meriti del comunismo, un sistema che, in breve tempo, ha portato la modernizzazione e ha trasformato una società agraria in una urbanizzata e industriale. Significava istruzione generale così come l'emancipazione delle donne; questo deve essere riconosciuto, anche se tali cambiamenti sono stati realizzati da un regime totalitario”.
Drakulić vive a Stoccolma e Zagabria. Nel 2020 ha contratto un grave caso di Covid-19 ed è stata ricoverata per dodici giorni in un reparto di terapia intensiva, sei dei quali trascorsi con un ventilatore.

## Premi
- Nel 1994 ha ricevuto il Premio Colombe d'Oro per la Pace da parte dell'Istituto di Ricerche Internazionali Archivio Disarmo. [11]